# 2596 Vainu Bappu
2596 Vainu Bappu este un asteroid din centura principală, descoperit pe 19 mai 1979 de Richard West.